# مناره‌های زوجی
در دورهٔ سلجوقی مناره به دلایل ساختمانی، جزئی از بنای مسجد گردید. در این هنگام مناره‌ها در دوسوی ایوان اصلی یا طرفین سردر ورودی واقع شده، با تعریض و توسعه‌ای که در ایوان‌های دوره‌های بعد صورت گرفت، مناره‌های زوجی نقش مناسبی برای مقابله با نیروهای رانشی که در اتاق ایوان‌ها پدید می‌آید، ایفا کرد.
مناره‌های دارالضیافه، مسجد جامع، مدرسه چهارباغ، مسجد جامع یزد، مدرسه غیاثیه قم از این دسته‌اند.

## منبع
- معماری اسلامی ایران، محمد کریم پیرنیا، ص ۳۵۵،۳۸۴،۳۳۳
- معماری ایران دورهٔ اسلامی، محمد یوسف کیانی، ص ۲۰۸
- تاریخ هنر معماری ایران در دوره اسلامی، محمد یوسف کیانی، ص ۲۱۸